# Pro Ecclesia et Pontifice
Pro Ecclesia et Pontifice (lat. „Za Crkvu i Prvosvećenika” tj. „Za Crkvu i Papu”) je najviše odlikovanje Svete Stolice, koje se dodjeljuje laicima i kleru za ustrajnost u službi i vjernost Crkvi. Odlikovanje je ustanovio papa Lav XIII. o pedesetoj obljetnici svojeg svećeničkog ređenja 17. srpnja 1888. Današnji izgled, s likovima apostola sv. Petra i Pavla uveo je papa Pavao VI.
Među Hrvatima, nositeljima ovoga odlikovanja ističu se službenica Božja Marica Stanković (1942.) te franjevci fra Bonaventura Duda (2010.) i Marko Malović (1999.), skladatelj duhovne glazbe Ljubo Kuntarić (2003.), vojvođanski Hrvat prof. Bela Gabrić (1990.), književnik Milutin Mayer (1916.), pedagoginja Marija Jambrišak (1908.), mons. Vladimir Stanković i dr.

## Vanjske poveznice
|  | Zajednički poslužitelj ima još gradiva o temi Pro Ecclesia et Pontifice        |
|  | Wikizvor ima izvorni tekst Catholic Encyclopedia (1913)/Pontifical Decorations |